# Stanley Mouse
Stanley George Miller (* 10. Oktober 1940 in Fresno, Kalifornien), besser bekannt als Mouse und Stanley Mouse, ist ein US-amerikanischer Künstler. Bekannt wurde er vor allem durch seine psychedelischen Poster und Schallplattencover, die er seit Mitte der 1960er Jahre schuf.

## Biografie
Geboren in Kalifornien als Sohn eines Trickfilmzeichners der Disney Studios, wuchs Stanley Miller in Detroit auf. Seinen Spitznamen bekam er in der Schule, wo er durch seine vielen Zeichnungen auffiel. Als Jugendlicher malte er Graffiti an Hauswände, später bemalte er Autos und T-Shirts in Airbrush-Technik. 1959 gründete er mit seiner Familie die Mouse Studios, über die er seine Produkte verkaufte.
1965 reiste er mit Studienkollegen nach San Francisco, wo er dann blieb. Er traf Alton Kelley, mit dem er anschließend lange Jahre zusammenarbeitete. Kelley war Mitglied der Family Dog, die Musik- und Tanzveranstaltungen organisierte, etwa im Avalon Ballroom oder im Fillmore West. Mouse und Kelley begannen 1966, psychedelische Poster für diese Events zu zeichnen.
1967 gründeten Mouse, Kelley, Rick Griffin, Victor Moscoso und Wes Wilson – bekannt als „The San Francisco 5“ – die Berkeley Bonaparte Distribution Agency. Mouse und Kelley, die auch für die Mouse Studies und The Monster Company arbeiteten, schufen etliche Schallplattencover, unter anderem für die Bands Journey und Grateful Dead.
In den späten 1960ern war Mouse einige Zeit in London, wo er unter anderem den Rolls-Royce von Eric Clapton mit einem Flammenmuster bemalte. Er arbeitete auch für die Beatles und Blind Faith. Ein Cover für Jimi Hendrix war in Arbeit, als dieser plötzlich starb.
Nach Aufenthalten unter anderem in Toronto kehrte Mouse 1971 nach Kalifornien zurück. Mit Kelley schuf er bis 1980 zahlreiche Arbeiten vor allem für Grateful Dead und Journey. In den 1980ern arbeitete er überwiegend allein weiter und wandte sich auch der Ölmalerei zu.
Werke von Stanley Mouse wurden in zahlreichen Ausstellungen gezeigt und sind in privaten und öffentlichen Sammlungen weltweit vertreten. Originale erzielen Höchstpreise.

## Bücher
- 1979: Mouse & Kelley
- 1992: Freehand: The Art of Stanley Mouse
- 2015: California Dreams: The Art of Stanley Mouse